# Йозеф Марга
Йозеф Марга (чеськ. Josef Marha; нар. 2 червня 1976, Гавлічкув-Брод, Чехословаччина) — чеський хокеїст і тренер.

## Ігрова кар'єра
Йозеф дебютував в чеській екстралізі в сезоні 1992/93 років у складі клубу Дукла (Їглава). У Драфті НХЛ був обраний під 35 номером у другому раунді, клубом «Квебек Нордікс‎‎‎», правда він ще відіграв сезон у «Дуклі». Як гравець НХЛ, дебютував у «Колорадо Аваланш‎‎‎‎» («Нордікс‎» змінили прописку на той момент, переїхавши до американського штату Колорадо‎), у двох матчах, що він провів у «Аваланш‎‎» Марга зробив одну передачу, в основному він виступав за фарм-клуб, «Корнуолл Ейсес» (АХЛ). У наступному сезоні він перейшов до «Герші Берс» (АХЛ) та виграв Кубок Колдера, в серії плей-оф став найкращим бомбардиром, набрав 22 очка (6+16).
У березні 1998 року Йозеф, перейшов в «Анагайм Дакс‎», де він закинув сім шайб у дванадцяти матчах сезону, десять матчів він відіграв за «Дакс» в сезоні 1998/99, решту цього сезону Марга відіграв у «Чикаго Блекгокс‎‎‎» та двох клубах АХЛ. Наступного сезону Йозеф відіграв 81 матч за  «Блекгокс» набравши 22 очка (10+12), сезон 2000/2001 він також розпочав в складі чикагців, але провів лише 15 матчів, а решту сезону відіграв в фарм-клубі Норфолк Едміралс‎ (АХЛ).
Влітку 2001 року Йозеф отримав пропозицію від Давосу, з яким укладає контракт. У своєму першому сезоні в майці ХК «Давос», виграє чемпіонат Швейцарії та стає найкращим бомбардиром плей-оф, набравши 14 очок (6+8) в 16 матчах. Три роки потому, в сезоні 2004/05 разом з зірками НХЛ Ріком Нешом, Джо Торнтоном та Нікласом Хагманом знову виграє чемпіонат Швейцарії, набирає десять очок в 15 іграх плей-оф. У наступному сезоні Йозеф зі своїм клубом знову грає у фіналі плей-оф, але поступається 1:4 «Лугано».
У сезоні 2006/07, ХК «Давос» повторив успіх 2005 року, Марга набрав 14 очок  в серії плей-оф (вісім шайб, шість передач). Протягом сезону він продовжив контракт з ХК «Давос» до 2010 року. Навесні 2010 року, Йозеф вирішив повернутися до Чехії, але в серпні 2010 року підписав новий контракт на один рік з ХК «Давос». Після плей-оф у березні 2013 оголосив у Чехії про закінчення кар'єри.

## На рівні збірних
Йозеф Марга представляв свою країну на міжнародних турнірах, серед іншого, взяв участь у чемпіонаті світу серед молодіжних збірних в 1994 і 1995 роках.

## Нагороди та досягнення
- 1997 Володар Кубка Колдера в складі «Герші Берс»
- 2001 АХЛ All-Star Classic
- Переможець Кубка Шпенглера 2001, 2004 та 2006 років в складі ХК «Давос»
- Увійшов до команди «Усіх зірок» 2001 та  2005 року
- Чемпіон Швейцарії 2002, 2005, 2007, 2009 та 2011 років в складі ХК «Давос»